# 垂井清一郎
垂井 清一郎（たるい せいいちろう、1927年7月23日 - 2024年1月6日）は、日本の医師・医学博士。代謝異常の研究者。大阪大学名誉教授、大手前病院名誉院長。

## 人物
兵庫県西宮市出身。1953年に大阪大学医学部医学科を卒業し、6年後に大阪大学大学院医学研究科内科系専攻博士課程を修了。糖尿病研究の功績で知られ、糖原病VII型は「垂井病」の別名で人口に膾炙する。1990年、日本糖尿病学会ハーゲンドーン賞および上原賞を受賞。1995年、武田医学賞を受賞。2006年4月、瑞宝中綬章を受章。著書に「糖尿病物語（ISBN 9784521731063）」などがある。